# Санчес, Ниа
Ниа Темпл Санчес (англ. Nia Temple Sanchez; род. 15 февраля 1990 года) — американская модель, телеведущая, тренер по тхэквондо и победительница Мисс США 2014. Первая представительница штата Невада, ставшая победительницей в национальном конкурсе красоты.

## Биография
Родилась в городе Сакраменто, штат Калифорния, 15 февраля 1990 года в семье Дэвида Санчеса (сына ветерана войны, который родился на военной базе в Германии) и Николь Санфорд (родившейся на военной базе в Иране). Её дед по отцовской линии Уилбур Санчес — мексиканец, а её бабушка по отцовской линии — немка. Ниа имеет также испанские и другие европейские корни. Её родители развелись, когда ей было 6 лет и она продолжительное время жила в женском приюте с матерью. Когда ей было восемь лет, она и её брат (Дэвид мл.), переехали в город Менифи с отцом. Окончила Paloma Valley High School в 2008 году.

## Конкурс красоты
В 13 лет, впервые участвовала в конкурсе красоты под название «Miss San Jacinto Valley». В 19 лет, одержала победу в «Miss Citrus Valley» Эта победа, позволила участвовать в другом конкурсе красоты «Miss Latina America».

### Мисс Калифорния
В 2010 году приняла участие в Мисс Калифорния (как Miss Citrus Valley USA), где стала Второй вице-мисс из 133 участниц. Одержала победу в Miss Riverside County USA 2011 и Miss Hollywood USA 2012, привели к неудачному результату Мисс Калифорния USA.

### Мисс Невада
Как победительница Miss South Las Vegas USA, получила корону Мисс Невада из рук Челси Касвелл, 12 января 2014 года. Прошедший в Artemus W. Ham Concert Hall, Невадский университет, Лас-Вегас. Выиграла титул с первой попытки.

### Мисс США 2014
Представляла штат Невада на национальном конкурсе красоты Мисс США 2014, проходивший в Батон-Руже, штат Луизиана. Получила корону из рук предыдущей победительницы Эрин Брэди, представлявшей штат Коннектикут. Во время заключительной части конкурса ей был задан вопрос судьёй Румер Уиллис о высоком уровне сексуального насилия среди бакалавров-женщин. Она ответила, что важно быть в состоянии защитить себя. Она была первой участницей от штата Невада, выигравшей национальный конкурс красоты и четвёртой латино-американкой после Лаура Хэрринг, Линнетт Коул и Сьюзи Кастильо.

### Мисс Вселенная 2014
Представляла страну на Мисс Вселенная 2014, который состоялся на FIU Arena, на территории Флоридского международного университета в Дорале (Флорида), и стала Первой Вице-мисс.

## Личная жизнь
Имеет четвёртый дан чёрного пояса по тхэквондо, начала заниматься этим искусством с восьми лет. Стала первой победительницей, фото которой появилось на обложке журнала Tae Kwon Do Times. Она также изучала джаз и балет в течение пяти лет. В 17 лет, посетила Кению и после окончания средней школы, она работала няней в Европе. Посетила 12 стран до победы на Мисс Невада. Провела три месяца в Мексике. В 2012 году, проработала семь месяцев в Гонконгском Диснейленде, где играла роли нескольких Диснеевских принцесс.
Начала встречаться с актёром Дэниел Буко до победы на Мисс Невада. В октябре 2014 года он сделал предложение. Сыграли свадьбу 17 октября, 2015 года в городе Темекьюла, штат Калифорния. У них трое детей. В 2024 году Bookos объявили, что ждут четвертого ребенка. 5 июня 2025 года у них родился четвертый ребенок, девочка.